# Кедич Христина Іванівна

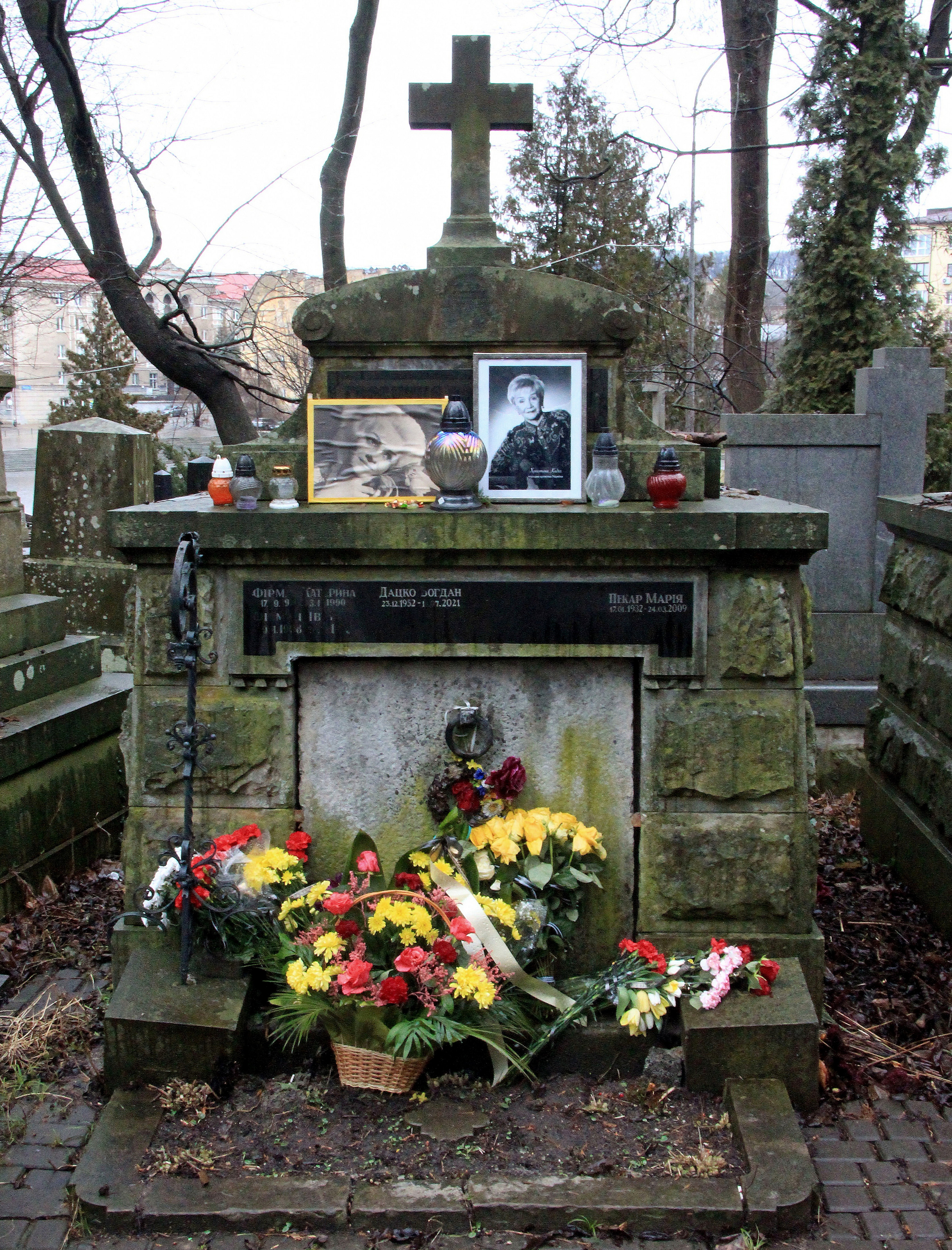

Христи́на Іва́нівна Ке́дич (21 березня 1940, Валява, Польща — 13 лютого 2023) — актриса Першого українського театру для дітей та юнацтва, народна артистка України. Державна стипендіантка.

## Життєпис
Померла на 83 році життя. Похована на 59 полі Личаківського цвинтаря.

## Кар'єра
З 1957 по 1958 року працювала в Бердичівському українському музичнодраматичному театрі. З 1958 — у Першому українському театрі для дітей та юнацтва у Львові.

## Ролі
Одними з найвідоміших ролей Христини Кедич є:
- Параска («Любов на світанні» Галана)
- Том Кенті (Однойменна п'єса Михалкова)
- Нюрка («Гавроші Брестської фортеці» Махняги)
- Асель («Тополька моя в косиці червоній» Айматова)